# Giuliano Dati

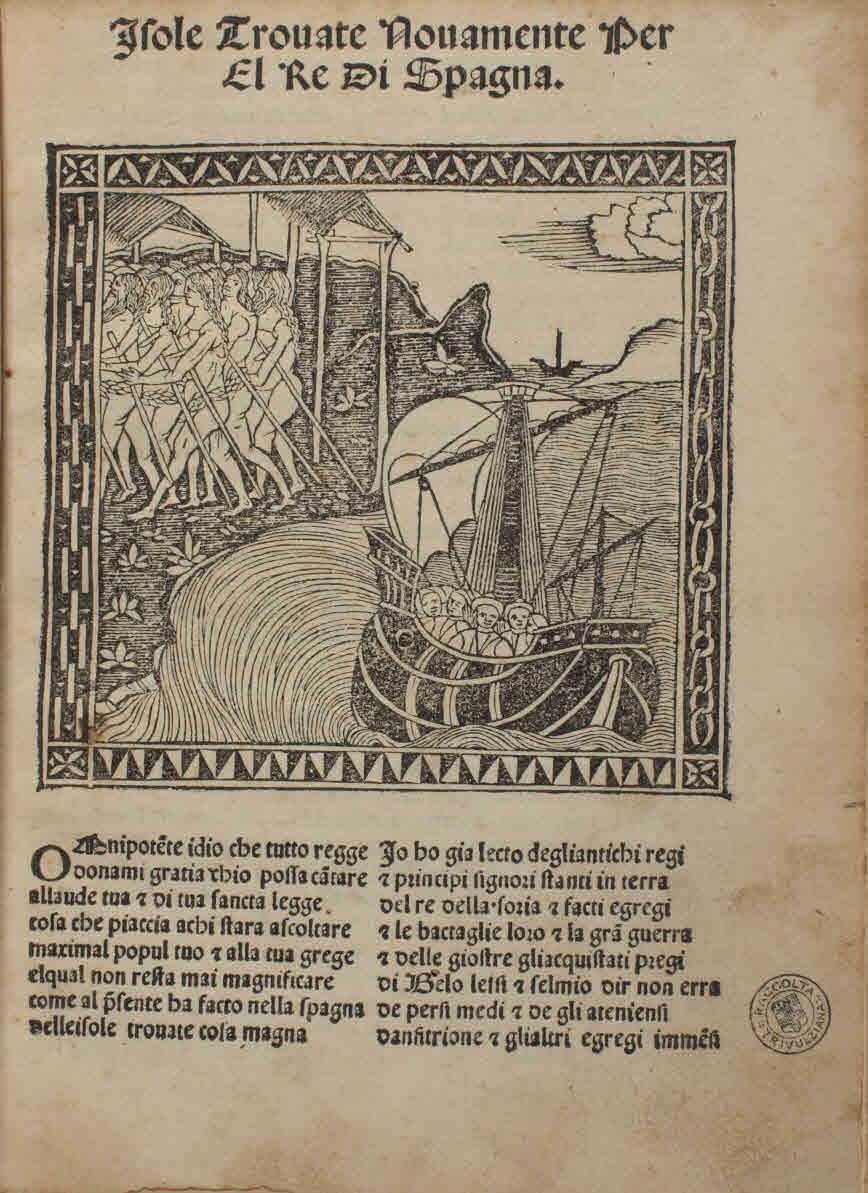
Giuliano Dati: Holzschnitt aus La scoperta di Colombo

Giuliano Dati (* ca. 1445; † 29. Dezember 1523) war ein Florentiner Theologe und Dichter. 1518 wurde er zum Bischof von San Leone in Kalabrien ernannt.

Er verfasste ein seinerzeit populäres Gedicht über den Priesterkönig Johannes (La magnificentia del Prete Ianni) und brachte den Brief über die Entdeckung der Neuen Welt von Christoph Kolumbus (1493) in Verse (La lettera dell’isole che ha trovato nuovamente el re di Spagna).

## Werke

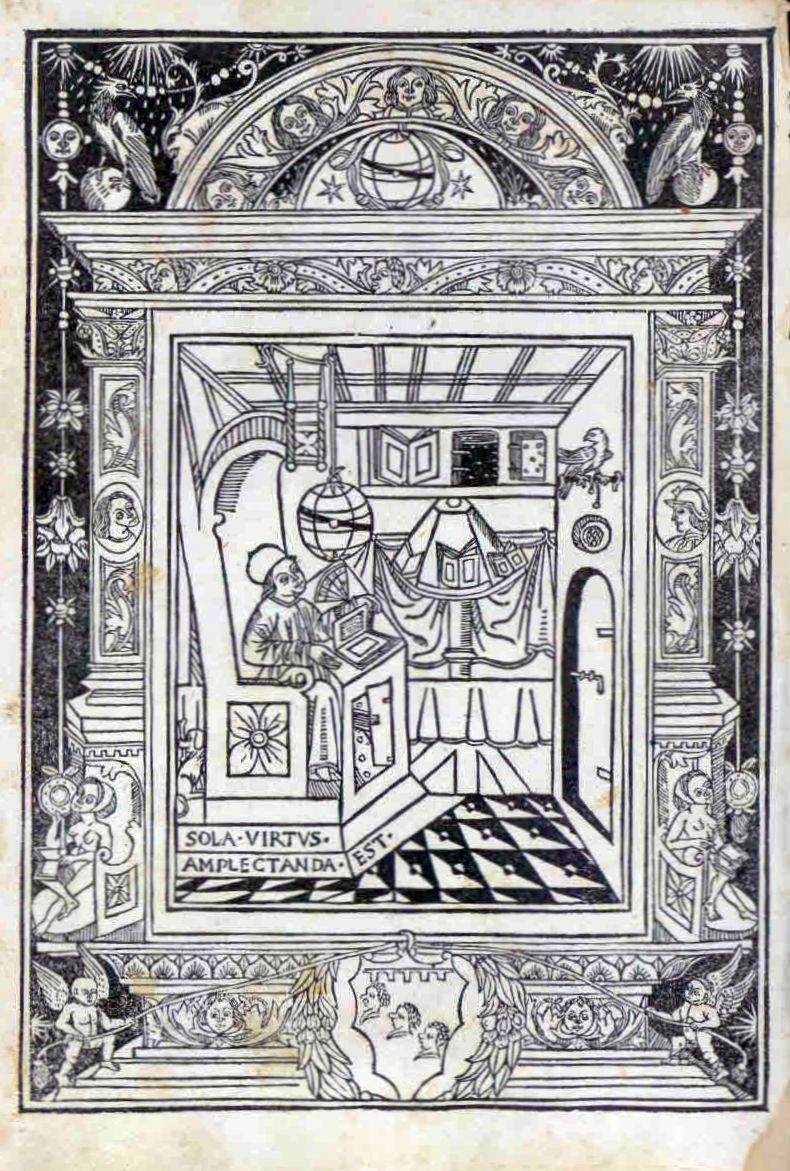
Calculazione delle ecclissi, 1493

- Historia di sancta Maria de Loreto. 1492 (Latein, beic.it).

- Leggenda di san Biagio. Andreas Freitag, 1492 (italienisch, beic.it).

- Calculazione delle ecclissi. Johannes Besicken, 1493 (italienisch, beic.it).

- Secondo cantare dell’India. Johannes Besicken & Sigismund Mayr, 1494 (italienisch, beic.it).

- Trattato di Scipione Africano. Johannes Besicken & Sigismund Mayr, 1494 (italienisch, beic.it).

- Del diluvio di Roma del 1495. Eucharius Silber, 1495 (italienisch, beic.it).

- Leggenda di santa Barbara. Johannes Besicken & Sigismund Mayr, 1495 (italienisch, beic.it).

- Lettera delle isole nuovamente trovate. 1495 (italienisch, beic.it).

- Stazioni e indulgenze di Roma. 1495 (italienisch, beic.it).

- Storia di santo Iob Profeta. Lorenzo Morgiani & Johannes Petri, 1495 (italienisch, beic.it).

- Trattato di San Giovanni Laterano. 1499 (italienisch, beic.it).

## Ausgaben
- Francesco Lucioli (Hrsg.): Giuliano Dati: Aedificatio Romae. Roma nel Rinascimento, Rom 2012, ISBN 978-88-85913-78-3.
- Martin Davies (Hrsg.): Columbus in Italy: an Italian Versification of the Letter on the Discovery of the New World. With facsimiles of the Italian and Latin Editions of 1493. British Library, London 1991.